# Brassolini
Brassolini (лат.) — триба бабочек подсемейства Morphinae в составе семейства Нимфалиды. Иногда рассматривают в качестве самостоятельного семейства Brassolidae.

## Классификация
В мировой фауне насчитывается по разным оценкам 102—108 видов. Триба Brassolini состоит из 17 родов в двух или трёх подтрибах, в зависимости от того, относится ли к ней род Bia .
Подтриба Biina'
- Bia (род)

Подтриба Naropina
- Aponarope
- Narope

Подтриба Brassolina
- Brassolis
- Dynastor
- Dasyophthalma
- Opoptera (= Mimoblepia)
- Caligo
- Caligopsis
- Eryphanis
- Selenophanes
- Penetes
- Catoblepia
- Mielkella
- Orobrassolis
- Blepolensis
- Opsiphanes

## Распространение
Встречаются в Неотропической области.